# Finnstjärnblomma
Finnstjärnblomma (Stellaria fennica) är en flerårig ört i släktet stjärnblommor. Den liknar kärrstjärnblomman och den listas ibland som varietet av denna art (Stellaria palustris var. fennica). Året 1993 upptäcktes hybrider med grässtjärnblomman.

Växten når en höjd av 10 till 30 cm och stjälken samt bladen har en gulgrön eller grön färg. Jämförd med kärrstjärnblomman har arten kortare ståndare och mindre frön. Denna växt utvecklar mellan juni och augusti vita blommor.
Utbredningsområdet ligger i norra Norge, norra Sverige, norra Finland och norra Ryssland. Habitatet utgörs av träskmarker med glest fördelade arter av videsläktet samt av vattendragens strandlinjer som är täckta av gräs eller buskar.
I Sverige är arten fridlyst.